# Лабин, Ана Мария
Ана Мария Лабин (рум. Ana Maria Labin, 1981, Бухарест) — швейцарская оперная певица (сопрано) румынского происхождения.

## Биография
В 1997 получила швейцарское гражданство. Училась в Цюрихской консерватории, с 2003 — в Цюрихской высшей школе музыки и театра, посещала мастер-классы Маргрит Хониг и Мирей Делюнш. В 2006 стала лауреатом конкурса имени Эрнста Хефлигера, организованного Бернским оперным театром и фестивалем Иегуди Менухина в Гштаде. В сезоне 2006-2007 дебютировала на сцене Цюрихского оперного театра в опере Моцарта Луций Сулла (партия Целии, дирижёр Адам Фишер)
Выступала в Италии, Франции, Турции, Австрии, Китае, Японии, Нидерландах.

## Репертуар
- Лучано Берио Sequenza III
- Брамс Реквием
- Гийом Бутейе Геро и Леандр
- Вивальди In furore iustissimae irae
- Гайдн Времена года
  - Лунный мир
  - Сотворение мира
  - Возвращение Товия
- Гендель Ринальдо
  - Юлий Цезарь
- Глюк Орфей и Эвридика
- Доницетти Фаворитка
- Легар Веселая вдова
  - Граф Люксембург
- Мендельсон Хвалебная песнь
- Моцарт Дон Жуан
  - Волшебная флейта
  - Луций Сулла
- Оффенбах Орфей в аду
- Пёрселл Король Артур (дирижёр Эрве Нике)
- Равель Три мелодии
  - Шехерезада
- Алессандро Скарлатти Юдифь
- Агостино Стеффани Ниобея, царица Фиванская (дирижёр Томас Хенгельброк)